# Schraubensicherung
Die Schraubensicherung bezeichnet alle Maßnahmen, die das ungewollte Lösen oder Lockern einer Schraubenverbindung verhindern sollen.
Wenn Vorspannkraft (Anziehdrehmoment), Reibungswerte sowie das Verhältnis der Festigkeiten von Schraube und verschraubtem Element zur Art der auftretenden Belastung passen, ist eine Schraubverbindung selbsthemmend.
Schraubverbindungen lockern sich durch Schwingungen (Vibration), Wechselbelastung durch Quer- und Längskräfte sowie Drehmomente, durch Korrosion, durch Kriechen der Werkstoffe oder Setzen der Verbindung. Dabei vermindert sich die Vorspannkraft als ein Wirkprinzip der Schraubverbindung. Eine Schraubensicherung soll die Lockerung der Schraubverbindung etwa aufgrund dynamischer Belastung verhindern. Federnde Sicherungselemente können teilweise auch die Reduzierung der Vorspannkraft infolge der Verkürzung der verspannten Bauelemente ausgleichen.
Verhindert wird die Lockerung der Verbindung durch konstruktive Maßnahmen, Klebstoffe oder zusätzliche spezielle Formelemente. Für stark belastete und kritische Anwendungen werden Federringe und Federscheiben nicht mehr empfohlen. Die Normen wurden zurückgezogen.
Eine einfache Maßnahme ist das Ovalisieren der Mutter oder das Einstanzen einer der seitlichen Betätigungsflächen einer Sechskantmutter, um eine Klemmung der Mutter auf dem Gewinde der Schraube zu erreichen.

## Art der Sicherung

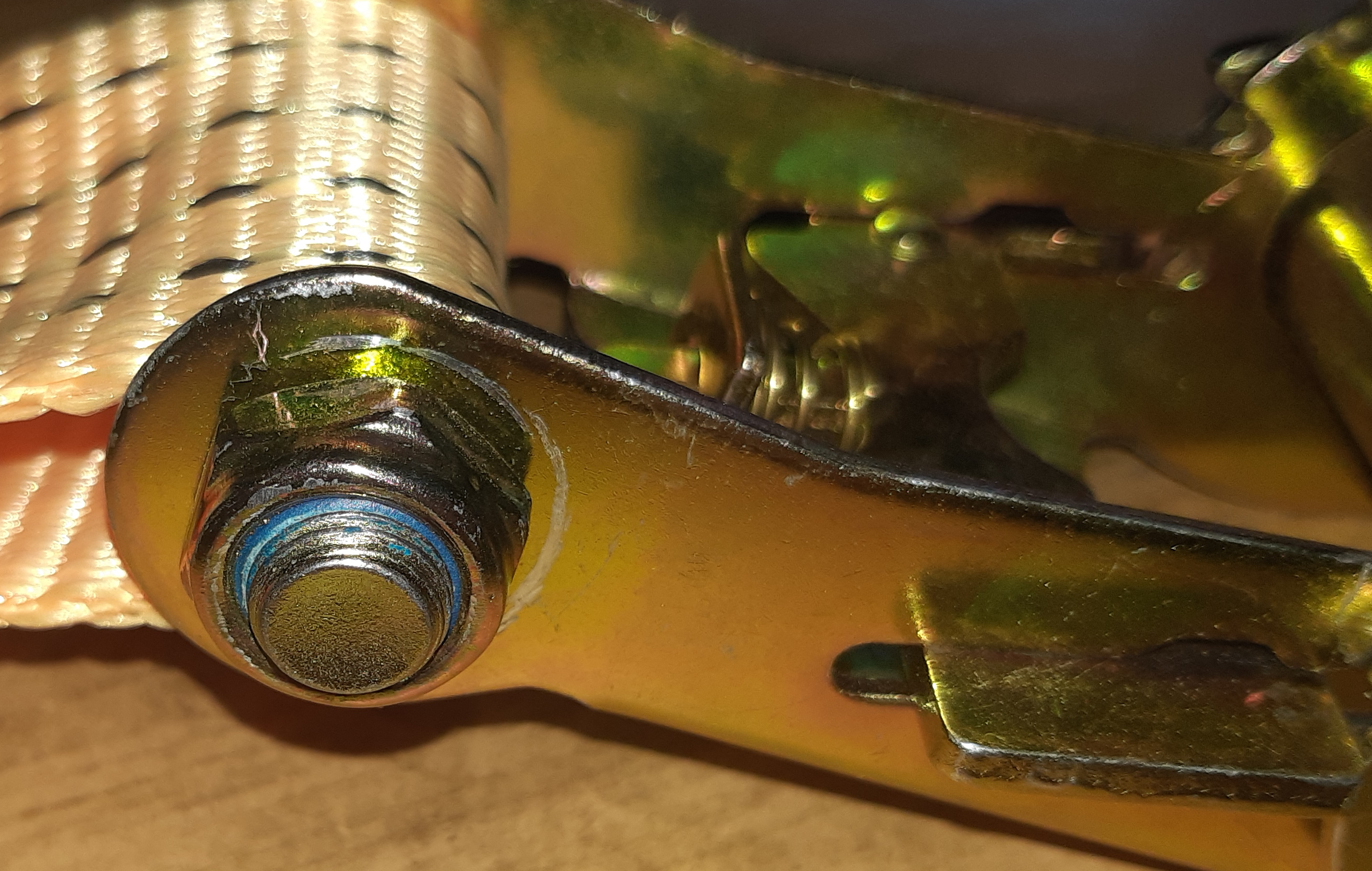
Selbstsichernde Mutter an einem Spanngurt

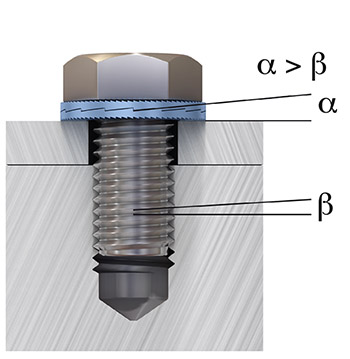
Keilsicherungsscheiben

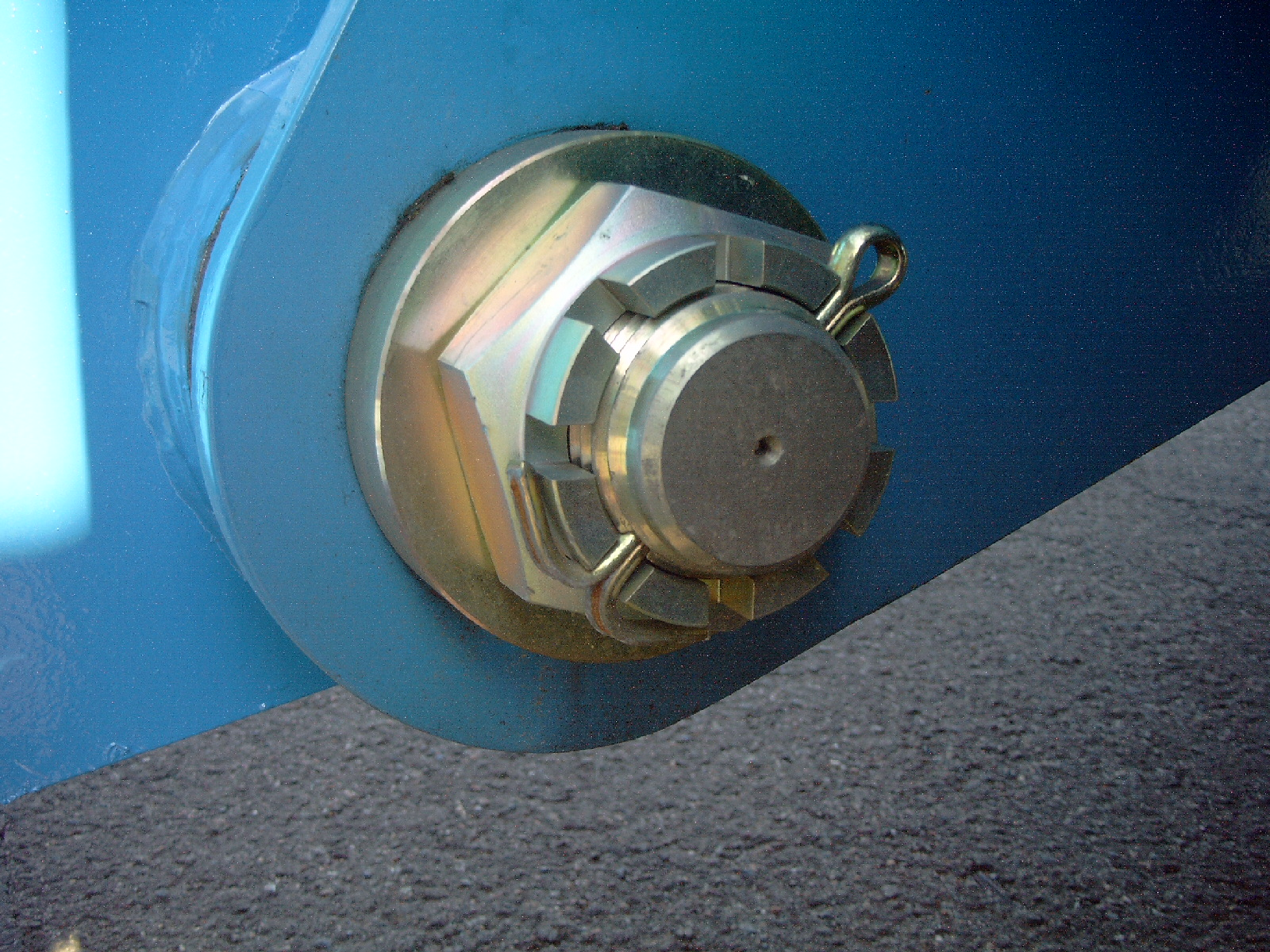
Kronenmutter mit Splint und durchbohrter Schraube

- Stoffschlüssige Sicherung durch Klebstoff
  - lösbar
  - nicht lösbar

- Kraftschlüssige Sicherung
  - Vorspannung durch ein an Material, Belastung und Konstruktionsweise angepasstes Anzugsmoment
  - Vorspannung durch ein federndes Element zum Ausgleich von Setzung, Kriechen und Wärmedehnung, (z. B. Tellerfeder, Federring oder Federscheibe)
  - Kontermutter
  - selbsthemmende bzw. selbstsichernde Mutter (Stopmutter)
    - Mutter mit Kunststoffeinsatz (schwergängig)
    - Deformation der Mutter durch Schlitzen, Ovalisieren oder Prägen, um das Gewinde zu verspannen bzw. zu verklemmen

  - Verstemmen des Gewindes durch eine gezielte Verformung einiger Gewindegänge
  - Keilsicherungsscheiben

- Formschlüssige Sicherung
  - sich einpressende Zwischenelemente mit Haken, Kanten, Profilen, zum Beispiel Zahnscheiben bzw. gezahnte Fächerscheiben (DIN 6798), Sperr-Federringe, Rippschrauben/Rippscheiben, Schnorrscheiben
  - durch Kronenmutter und Querbohrung im Außengewinde wird ein Draht, Splint oder eine Sicherungsklammer (Fokkernadel) gesteckt.
  - Nutmutter mit Sicherungsblech

- Kombinationen
  - Sperrkantscheiben (einfach oder doppelt) wirken zugleich als Zahnscheibe und Tellerfeder
  - Keilsicherungsfederscheiben

## Zweck der Sicherung

Bei einer rotierenden Belastung des Gewindes (grüner Pfeil) kann durch Verformung ein gewisser Schlupf auftreten, der je nach Drehrichtung zur Lockerung oder zur Verspannung der Verbindung führt (Präzession)

Setzsicherung
Verhindert die Lockerung der Verbindung durch Absinken der Vorspannkraft aufgrund von (geringen) Relativbewegungen der Bauteile
Losdrehsicherung
Verhindert das Lösen von Schraube oder Mutter
Verliersicherung
Verhindert die vollständige Separation der Verbindungselemente voneinander, aber nicht das Lösen der Verbindung.

## Andere konstruktive Maßnahmen

Die linke Schleifscheibe eines Schleifbocks wird mit einer Mutter mit Linksgewinde festgeschraubt

Auch indirekte konstruktive Maßnahmen können das Lösen einer Schraubverbindung verhindern. Diese werden jedoch in der Regel nicht als Schraubensicherung bezeichnet.
So wird das auf der linken Seite angebrachte Pedal eines Fahrrads mit einem Linksgewinde mit der Kurbel verschraubt, um das Lösen des Pedals durch den Schlupf zu verhindern, der auch bei fest angezogener Pedalachse bei Belastung durch Verformung des Materials auftreten kann. Siehe: Fahrradpedal#Schutz vor Selbstlösung der Pedale

## Einsatz

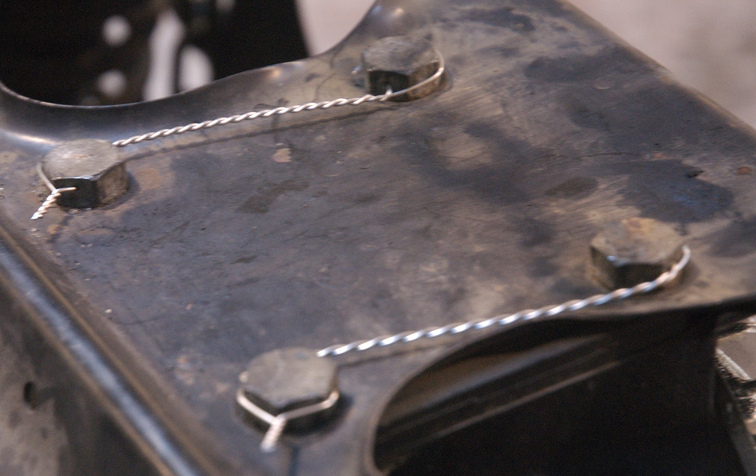
Drahtsicherung an einer Fahrzeugkarosserie; Montage mittels Drillzange

Bei Unsicherheiten oder Nichteinhaltung der notwendigen Mindestklemmlängen von Schraubenverbindungen oder unklaren Umgebungsbedingungen sind
Schraubensicherungen üblich bzw. angebracht.
Bei dynamischen Belastungen, insbesondere senkrecht zur Schraubenachse (Querlast), neigen Schraubenverbindungen dazu, sich selbst zu lösen. Eine Abhilfe bietet die korrekte Auslegung und Konstruktion der Schraubenverbindung und das passende Anzugsdrehmoment. Die zu verbindenden Bauteile sollen möglichst wenig nachgeben (große Querschnitte, kein Kriechen, hoher Elastizitätsmodul – falls konstruktiv realisierbar), also steif sein. Die zugehörige Schraubenverbindung soll dagegen möglichst elastisch sein (z. B. durch Verwendung von speziellen Dehnschrauben oder allgemein langen, schlanken Schrauben). Schraubenverbindungen mit hochfesten Schrauben und Muttern sind nur dann sinnvoll, wenn sie entsprechend fest angezogen werden können (weitgehende Ausnutzung der Schraubenfestigkeit) und an den verspannten Teilen keine plastischen Verformungen auftreten (Grenzflächenpressung).
Ein Beispiel für eine nicht fach- und sachgerecht ausgeführte Schraubenverbindung ist die Befestigung von Aluminium-Schutzblechen an Stahl-Rahmen von Fahrrädern. Hier wird die Schrauben-Klemmkraft mit der Zeit durch das Fließen des Aluminiums und durch korrosive elektrochemische Einflüsse aufgehoben. Die Schraubverbindung lockert sich und die Bohrung im Schutzblech wird durch die Vibrationen während der Fahrt ausgeschlagen. Zudem werden die oben genannten Konstruktions-Grundsätze nicht beachtet: Die Schraube ist effektiv zu kurz, erfüllt also nicht die Bedingung „elastisch“ und das kriechende Aluminium erfüllt nicht die Bedingung „steif“.
Zur Sicherung können Schraubenverbindungen mit Klebstoff, durch Muttern mit Kunststoffeinsatz (selbsthemmende Muttern), durch Kronenmuttern mit Splint oder durch Verdrahten (Drahtsicherung) gesichert werden. Das Sichern von Schrauben in Aluminiumteilen kann z. B. durch selbstsichernde Gewindeeinsätze oder spezielle Gewinde realisiert werden.
Eine aufwändige Methode ist, das Gewinde der Befestigungsmutter als Rechtsgewinde auszuführen, das zugehörige Gewinde der Kontermutter auf der Schraube dagegen als Linksgewinde. Diese Methode ist im Bergbau verbreitet, wurde aber ebenso an alten Fahrrädern genutzt, um geschraubte Ritzel auf der Hinterradnabe oder Pedalkurbeln zu befestigen.
Bei Anwendung von Kronenmutter und Splint sind Bolzen und Mutter zueinander gesichert. Bei hochfesten Schraubenverbindungen, bei denen die Ausnutzung der Schraubenfestigkeit beziehungsweise eine große Vorspannkraft nicht zum Erfolg führt, bieten sich nur wenige Möglichkeiten einer zusätzlichen Sicherung an:
- Sperrzahnschraube und Sperrzahnmutter
- Sperrkantscheiben
- Kleben (flüssig- oder mikroverkapselter Klebstoff)

## Berechnung von Schraubverbindungen
Bei der Auslegung, Berechnung und auch dem Nachweis von Schraubverbindungen wird prinzipiell wie folgt bei der Ermittlung der Vorspannkraft vorgegangen:
- Ermittlung der maximalen und minimalen axialen Betriebslast
- Ermittlung und Auswahl der sogenannten Teil- oder Trennfugenbeschaffenheit und Werkstoffkennwerte anhand der konstruktiv vorgegebenen Einbausituation
- Ermittlung oder Abschätzung der auftretenden Reibwerte durch Schmierung der Schraubverbindung vor dem Anziehen zur Ermittlung des sogenannten Anzugsmomentes der Schraubverbindung.
- Ermittlung und Festlegung der Art und Weise, wie bzw. womit die Schraubverbindung angezogen wird
- Berücksichtigung der Werkstoffeigenschaften der Schraubverbindungen über den geplanten Temperaturbereich
- Nachweis der Dauerfestigkeit bei dynamischen bzw. wechselnden Krafteinleitungen

Bei der ersten sogenannten Entwurfsrechnung kann überschläglich die Größe bzw. der Querschnitt der Schraubverbindung über die Vorspannkraft und den Reibwert anhand der axialen Betriebslast sowie das erforderliche Drehmoment beim Festziehen der Schraubverbindung ermittelt werden.
Im Weiteren wird das sogenannte Setz- oder Kriechverhalten berücksichtigt. Unter dem Setzen versteht man das „Verdrücken“ oder Abplatten von „Bergspitzen“ der vorhandenen Oberflächenrauigkeit oder Nachgiebigkeit der verspannten Werkstoffe durch die beim Anziehen der Schraubverbindung eingeleitete Vorspannkraft. Dieser Effekt kann besonders bei weichen Werkstoffen, z. B. Dichtungen, schon nach kurzer Betriebsdauer zur Aufhebung der Vorspannung und damit der Wirksamkeit der Schraubverbindung führen. Dabei wird auch das sogenannte Lösemoment und die Kraft, die zum Lösen (Aufdrehen) der Schraubverbindung erforderlich ist, berücksichtigt. Anschließend wird das Verhalten der Schraubverbindung im geplanten Temperaturbereich bei den eingesetzten Werkstoffen anhand der Einbausituation geprüft. Dabei wird das unterschiedliche Verhalten der eingesetzten Werkstoffe, z. B. die Wärmedehnung berücksichtigt.
Abschließend ist in der Regel der Nachweis der Dauerfestigkeit der Schraubverbindung, einschließlich der zu befestigenden Bauelemente, zu führen. Hier wird die Festigkeit der eingesetzten Bauteile anhand der verwendeten Werkstoffe, der Einbausituation, der geometrischen Gestaltung der Bauteile sowie mit Hilfe der Anzahl und Art der Lastwechsel bei der dynamischen (schwingenden) Belastung nachgewiesen. Es ist in einigen Branchen zulässig, dass dieser Nachweis mit Hilfe einer FEM-Berechnung unter Berücksichtigung des Temperaturverhaltens der Bauteile erfolgen kann.
Bei der rechnerischen Auslegung gelten in der Regel folgende Randbedingungen:
- Schraubverbindungen werden nur auf Vorspannung belastet, auftretende Querkräfte (Kräfte, die ein Verschieben bzw. Abscheren der Schraubverbindung verursachen) sind zusätzlich über den Reibwert als Betriebslast zu berücksichtigen.
- Das mehrfache Anziehen und Lösen einer Schraubverbindung muss in der Regel durch eine weitere Nachweisrechnung berücksichtigt werden. Hierzu wird bei hochbelasteten Schraubverbindungen in der Regel davon ausgegangen, dass alle Schrauben und Sicherungselemente durch neue unbenutzte Bauteile zu ersetzen sind.
- Das eingeleitete Anzugsmoment der Schraubverbindung ist nach der Montage konstant.
- Es erfolgt kein Überziehen bzw. eine bewusste Überschreitung des festgelegten Anzugsmoments bei der Montage.
- Die Montage erfolgt mittels genormter Werkzeuge. Der Einsatz von Verlängerungen oder Kreuzgelenken ist in der Regel nicht zulässig.
- Das eingeleitete Anzugsmoment kann während der Montage ermittelt werden.

Als typisches Beispiel zur Berechnung von Schraubverbindungen werden häufig verschraubte Flanschverbindungen mit einem Klöpperboden verwendet.

## Sicherung durch Kleben

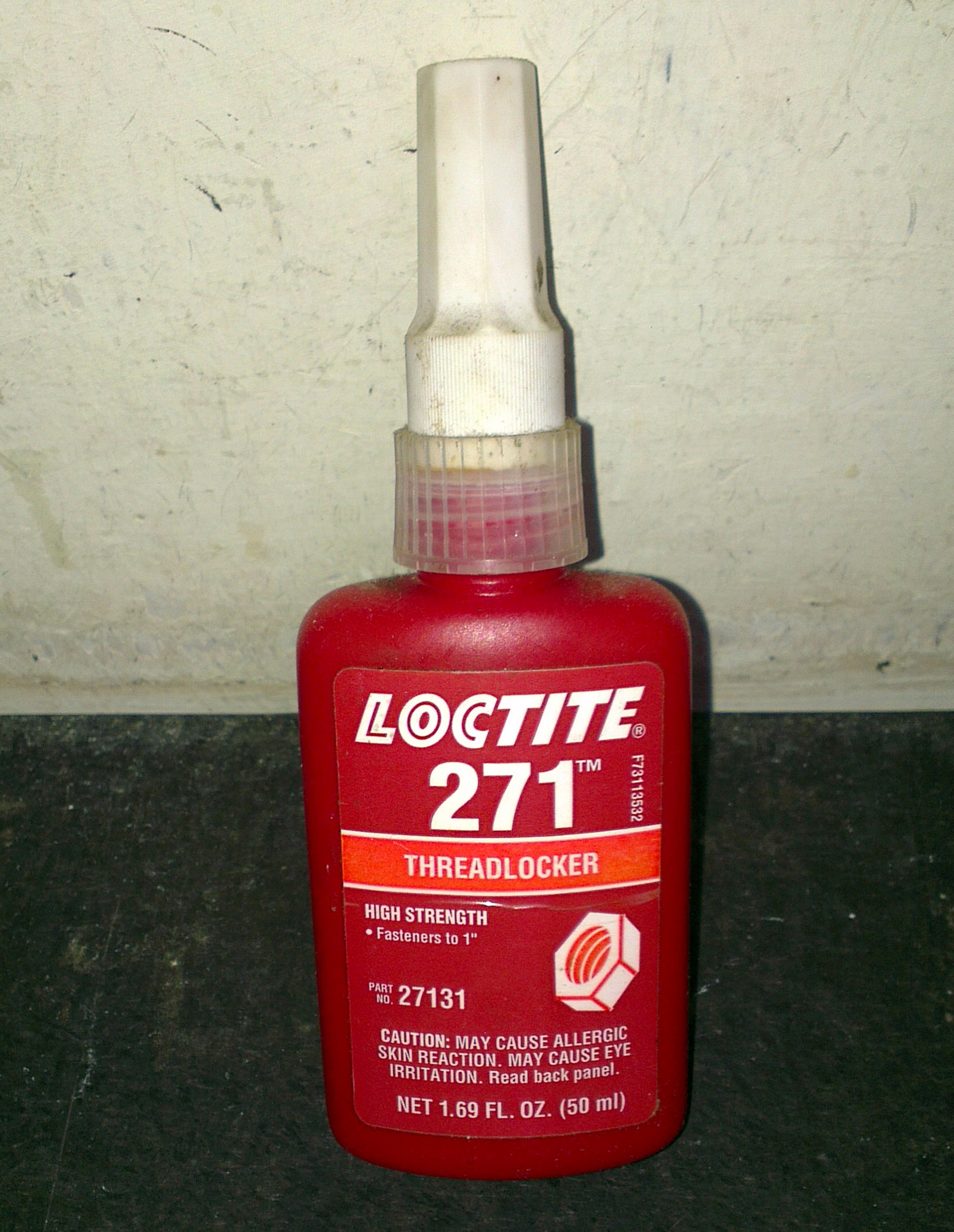
Schraubsicherungskleber von Loctite

Gewindeklebstoffe dienen als mechanische Sicherung gegen ungewolltes Lösen. Zusätzlich werden sie auch verwendet zum Abdichten von Gewinden in Pneumatik, Hochdruckgastechnik und Hydraulik.
- 2-Komponenten-Kleber, in einer bestimmten Zeit aushärtend
- 1-Komponenten-Kleber, aktiviert durch bestimmte Metalle unter Luftabschluss aushärtend (anaerob)
- Microkugeln verkapselt, platzen bei Anschrauben

## Schraubensicherungen, deren Norm zurückgezogen wurde

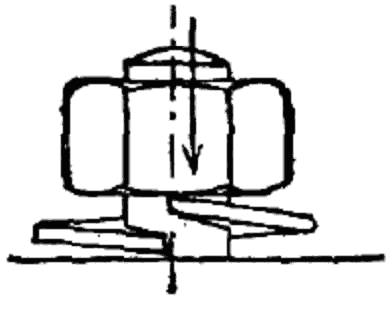
Mutter mit untergelegtem Federring

Folgende Maschinenelemente haben sich unter bestimmten Umständen zur Aufrechterhaltung der Vorspannung einer Schraubverbindung als wirkungslos erwiesen. Alle angegebenen Normen sind zurückgezogen worden:
| Federringe                    | DIN 127, DIN 128 und DIN 6905 |
| Federscheiben, Wellenscheiben | DIN 137 und DIN 6904          |
| Zahnscheiben                  | DIN 6797                      |
| Fächerscheiben                | DIN 6798                      |
| Sicherungsbleche              | DIN 93, DIN 432 und DIN 463   |
| Sicherungsnäpfe               | DIN 526                       |
| Sicherungsmuttern             | DIN 7967                      |

Ein Beispiel für die nicht zweckmäßige Verwendung eines Federringes ist eine mit ausreichendem Drehmoment festgezogene Schraubverbindung der Festigkeitsklasse 8.8. Es wirken wesentlich höhere Vorspannkräfte, als ein Federring ausgleichen kann. So liegt ein Federring nach DIN 127 schon bei 5 % der Nennvorspannkraft einer solchen Schraubverbindung auf Block und wirkt nur noch wie eine Unterlegscheibe.

## Kontermutter
Das Kontern mit einer weiteren Mutter (Kontermutter) ist nur dann sinnvoll, wenn die Kraft zwischen den Muttern deutlich größer als die Vorspannkraft in der zu schaffenden Verbindung ist, beispielsweise bei einer Schraube als Gelenkverbindung zwischen zwei Bauteilen.

## Sicherungselemente und Normen

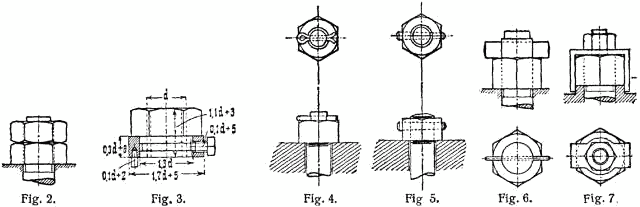
Schraubensicherungen: Kraftschlüssig: Fig. 2 (Konter oder Doppelmutter) Formschlüssig: Fig. 4 (Splintsicherung), Fig. 5 (Splint- oder Kerbstiftsicherung)

- Klemmmuttern mit Kunststoffeinsatz EN ISO 7040, 7043, 10511, 10512 (alt: DIN 982, 985, 6924)
- Sechskantmuttern mit metallischem Klemmteil EN ISO 7042, 7044, 10513 (alt: DIN 980, 6925)
- Schrauben aus Stahl mit klebender Beschichtung DIN 267-27
- Schrauben aus Stahl mit klemmender Beschichtung DIN 268-28

## Nicht genormte Sicherungselemente (unterschiedliche Wirksamkeit)
Es existieren eine Reihe unterschiedlicher, teils patentrechtlich geschützter Elemente:
- Schrauben und Muttern mit Formelementen an der Auflageseite (Ripp-, Zahn- oder Sperrkantprofil)
- Keilsicherungsscheibenpaar
- Sperrkantscheibe
- Flüssigklebstoffe
- mikroverkapselte Klebstoffe (siehe auch DIN 267-27)
- spezielle Gewindeprofile (z. B. trilobular)
- selbstsichernde Gewindeeinsätze
- Nylon-Fleckbeschichtung (siehe auch DIN 267-28)
- Limesring
- Schraubensicherung in der Brille

## Drahtsicherung für Flugzeuge

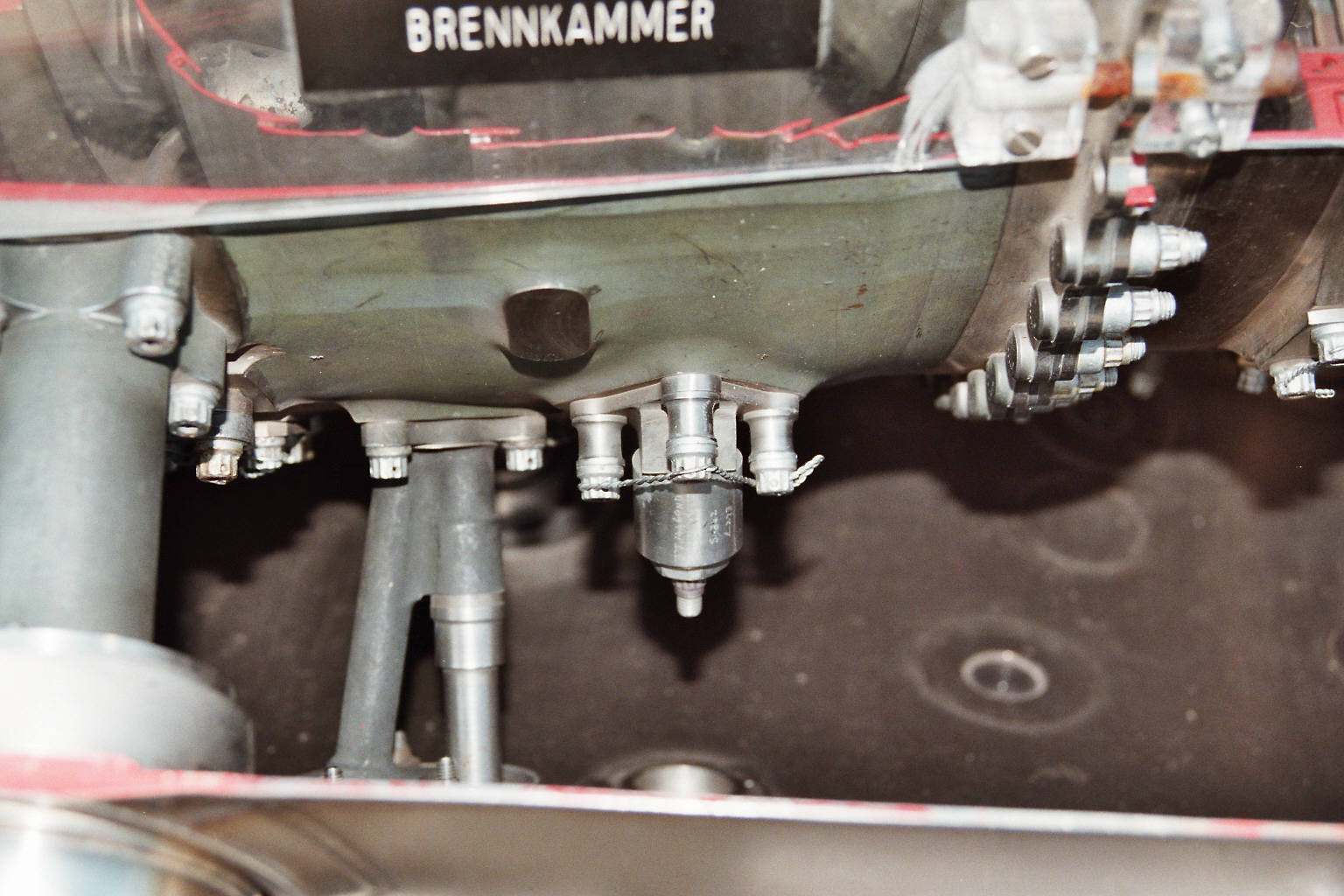
Durch Verdrahten gesicherte Schraubenverbindung einer Flugzeugturbine

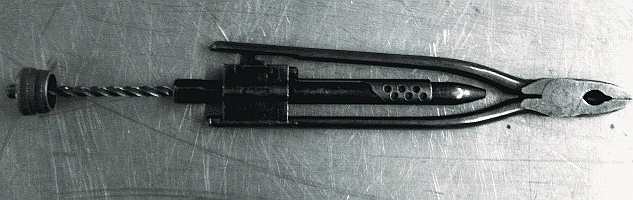
Sicherungszange für Drahtsicherung an Flugzeugen

Da die Vibrationen an Flugzeugen sehr stark sind, müssen alle Schrauben gesichert werden. Eine neben anderen Sicherungsarten häufig angewendete Sicherungsart ist die Drahtsicherung. Dabei wird ein Draht durch ein Sicherungsloch im Schraubenkopf gezogen und die beiden gleich langen Drahtenden werden verzwirbelt und an einer festen Stelle oder einem zweiten Schraubenkopf durch ein Sicherungsloch gezogen und wiederum an den Enden verzwirbelt. Die Sicherung muss nach bestimmten Vorschriften ausgeführt sein, in denen die Drahtführung, die Drallrichtung, Anzahl der Drahtschläge in Abhängigkeit vom Drahtdurchmesser und Ausführung der Drillenden mit mindestens drei und meist höchstens sechs Schlägen festgelegt sind. Die Gesamtlänge einer Drahtsicherung darf 24 inch (609,6 mm) nicht übersteigen. Zum Verdrillen des Sicherungsdrahtes benutzt man eine Drahtzwirbelzange, umgangssprachlich meist einfach Drillzange oder Sicherungszange genannt.

## Schraubensicherungen bei elektrischen Verbindungen
Versorgungsunterbrechungen und Brände sind oft auf mangelnde Kontakte zurückzuführen.
Elektrische Schraubenverbindungen dienen dazu, elektrische Leiter dauerhaft leitfähig zu verbinden. Eine mechanische Verbindung ist hierzu notwendig, aber nicht hinreichend.
| Relevante Merkmale             | Mechanisch                                                               | Elektrisch |
| Verschraubte Materialien       | Stahl (Harte Gegenlage)                                                  | Kupfer / Aluminium (weiche Gegenlagen führen zu erhöhten Setzerscheinungen und Gefahr von Spanbildung)                              |
| Hauptaufgabe / Einbausituation | Kraftübertragung, meist längere Klemmlängen                              | Stromübertragung, sehr kurze Klemmlängen                                                                                            |
| Belastungsart                  | Axialkraft, Dynamische Querbelastung                                     | Vibration, Thermische Wechselbelastung,                                                                                             |
| Materialkombination            | Werkstoff der Gegenlagen und der Verbindungselemente in der Regel gleich | Werkstoff der Gegenlagen Kupfer/Alu & Verbindungselemente Stahl führt zu unterschiedlicher Ausdehnung / thermische Wechselbelastung |

Die besonderen Aspekte elektrischer Schraubenverbindungen sind die zumeist weichen Leiterwerkstoffe (Kupfer oder Aluminium), kurze Klemmlängen, unterschiedliche thermische Ausdehnungskoeffizienten in Verbindung mit thermischer Wechselbelastung, Vorhandensein oder Bildung isolierender Zwischenschichten (Oxidation) sowie Schwingungsbelastung.
Schraubensicherungen für elektrische Verbindungen haben folgende Anforderungen:
- die Anziehdrehmomente sollen den weichen Werkstoffen angepasst werden (Vorgaben nach DIN 25201-3[4] oder Herstellerangaben)
- Eindrücke oder Spanbildung vermeiden
- Verschmutzung vermeiden
- mögliche Setzerscheinungen, resultierend durch Einebnung der Oberflächen der weichen Leiterwerkstoffe bzw. unterschiedliche thermische Ausdehnungskoeffizienten kompensieren
- Kontaktdruck darf nicht über Isolierstoffe übertragen werden
- Verwenden federnder Sicherungselemente

Nach DIN 43673-1 und anderen, ist eine Verwendung von federnden Elementen vorgeschrieben. Dies können Spannscheiben (DIN 6796) oder ähnliche Scheiben wie Sperrkantscheiben oder Sperrkantringe sein. Diese sorgen für eine Reduzierung der Setzerscheinung. Häufig werden Federringe und Fächerscheiben aus dem Maschinenbau als Schraubensicherungselemente eingesetzt.
Bei elektrischen Verbindungen (z. B. Masseanschlüssen) ist der Einsatz von Klebstoff zur Sicherung der Befestigungsschraube nach DIN 25201-3 nicht zulässig, weil sich der Klebstoff in die Trennfugen ziehen kann und dort isolierend wirkt.
Zur Beurteilung der Verbindungsqualität von elektrischen Schraubverbindungen wird der Verbindungswiderstand RV mit dem Widerstand im Leiter RM (Stromschiene oder Kabel) ins Verhältnis gesetzt. Dieses Verhältnis wird als Gütefaktor ku bezeichnet.
kU = RV / RM
Der Widerstand in der Verbindung ist wiederum abhängig von dem Kontaktdruck, mit dem die Verbindungspartner zusammengehalten werden. Ist der Gütefaktor = 1, so ist der Widerstand in der Verbindung gleich dem Widerstand im eigentlichen Leiter. Ziel ist bei elektrischen Schraubverbindungen, einen Gütefaktor ≤1 zu erreichen, welcher über die komplette Lebensdauer aufrechterhalten bleibt. Das bedeutet unter anderem, dass im Laufe der Zeit der Kontaktdruck konstant bleiben soll.

## Schraubensicherung in der Brille
Schraubensicherungen kommen bei Brillen sowohl im Scharnierbereich als auch bei der Befestigung von Gläsern in Metallbrillen zur Anwendung.

### Verliersicherung
Die Gläser von Metallbrillen sind von einem Metallprofil (dem Augenrand) eingefasst. Dieser Augenrand wird durch einen Schließblock geschlossen und so das Glas geklemmt. Damit die Schraube des Schließblocks sich nicht versehentlich öffnet, kann eine Schließblocksicherungsschraube Abhilfe schaffen, die mit Kunststoff umspritzt ist. Beim Anziehen der Schraube wird der extrem belastbare Kunststoff leicht zusammengedrückt und hemmt so die Schraubenbewegung gegen Selbstlockern. Das System ermöglicht ein erneutes Öffnen des Schließblocks, wenn z. B. das Glas getauscht werden muss. Dabei bleibt die Sicherungsfunktion durch die Elastizität des Kunststoffs nach erneutem Verschrauben erhalten.

### Gangregulierung
Sicherungsschrauben werden ebenfalls zur Befestigung von Brillenscharnieren und deren Gangregulierung eingesetzt. Neben ihrer Funktion als Verliersicherung ermöglicht die spezielle Konstruktion einen geschmeidigen Gang des Bügels beim Öffnen und Schließen der Brille.
Hierzu wird der Schaft der Schraube radial mit einem Kunststoff umspritzt. Beim Anziehen der Schraube wird der am Schaft der Schraube haftende Kunststoff leicht gestaucht, füllt den Spalt zwischen Schraube und Bohrloch aus und macht das Scharnier spielfrei. Gleichzeitig wird der Kunststoff durch das Gewinde des Scharniers zurückgestaucht und kriecht in den Spalt zwischen den Lappen der beiden Scharnierhälften. Dadurch wird ein metallischer Kontakt der beiden Scharnierhälften im Scharnierschlitz vermieden. Die Elastizität des Kunststoffs erhält die Reibung zwischen den Bauteilen verhindert so ein unbeabsichtigtes Lösen der Schraube während der Nutzung. Die Größe der genannten Schrauben liegt im Bereich von M1.2 / M1.4 und M1.6.